# Нове Клинове
Нове́ Кли́нове (угор. Újakli) — село в Пийтерфолвівській сільській громаді Берегівського району Закарпатської області України. Нове Клинове — невелике село під Клиновецькою горою.

## Археологія
На схилах Новоклинівської гори, у долині річки Ботар (притока Тиси), виявлено Новоклинівський (Закарпатський) центр чорної металургії. Це один із найбільших залізоплавильних центрів Закарпаття (ІІІ і І століття до н. е.) і другий в Європі за кількістю і значенню знахідок. Знахідка відноситься до латенської культури.
В урочищі Фруктовий Сад — поселення пізньобронзової доби (культура Станове). З околиць села походять два бронзових чекани-молоти. В урочищі Лібуц — сліди неолітичного поселення, де виявлено фрагменти кераміки, відщепи з обсидіану та кременю. В урочищі Темете — неолітичне поселення.

## Історія
Перші письмові записи про поселення походять з 14 століття. Заселене наприкінці 1920-х років вихідцями з Рахівщини в процесі проведення аграрної реформи в Чехословаччині. Суть її полягала в тому, що великі землеволодіння обмежили до 150 га орної землі. Надлишок держава зобов'язала продати безземельним і малоземельним селянам, у першу чергу, із гірських районів. Для полегшення покупки, надавалися кредити з цільових фондів.
До 1994 року в селі не було своєї церкви. Священики різних конфесій приходили в село на Паску і для проведення похоронів. Для вихідців з Рахівщини характерна велика побожність. В 1990-х роках вірниця Савчук Марія Федорівна віддала старий будинок під облаштування домової церкви. Тут проводили церковні православні богослужіння.
Першою культовою спорудою села стала проста каркасна дерев'яна дзвіниця під шатровим дахом, що була перенесена з протилежного боку вулиці і зберігалася до спорудження мурованої церкви. Дзвін виробництва ужгородської фірми «Акорд» має напис: «SEJ ZVON ZAKUPILI KUSNER VASIL І KOSTUKJARENA 1930».
В 1960-х роках на базі розвіданих запасів глиноматеріалів в селі був побудований потужний колгоспний цегельний завод.

## Населення
Згідно з переписом УРСР 1989 року чисельність наявного населення села становила 308 осіб, з яких 143 чоловіки та 165 жінок.
За переписом населення України 2001 року в селі мешкало 313 осіб.

### Мова
Розподіл населення за рідною мовою за даними перепису 2001 року:
| Мова       | Відсоток |
| ---------- | -------- |
| угорська   | 68,47 %  |
| українська | 30,57 %  |
| російська  | 0,64 %   |
| молдовська | 0,32 %   |

## Туристичні місця
- один із найбільших залізоплавильних центрів Закарпаття (ІІІ і І століття до н. е.) і другий в Європі за кількістю і значенню знахідок.
- Клиновецька гора
- Дзвін виробництва ужгородської фірми «Акорд» має напис: «SEJ ZVON ZAKUPILI KUSNER VASIL І KOSTUKJARENA 1930».